# Fritz Knöchlein
Fritz Knöchlein (Monaco di Baviera, 27 maggio 1911 – Hameln, 21 gennaio 1949) è stato un militare tedesco, comandante delle SS durante il regime nazista, condannato e giustiziato nel 1949 per aver commesso crimini di guerra durante la seconda guerra mondiale, in particolare per la sua responsabilità per il massacro di Le Paradis.

## Massacro
Fu nella sua qualità di comandante di compagnia che ottenne notorietà, essendo stato responsabile del massacro dei prigionieri di guerra britannici a Le Paradis, nel Passo di Calais avvenuto il 27 maggio 1940: novantanove membri del 2º Battaglione del Royal Norfolk Regiment, che si arrese alla sua unità in una stalla, erano in piedi davanti al muro del fienile e Knöchlein ordinò di sparare con due mitragliatrici puntate contro di loro, completando l'uccisione con le baionette verso tutti gli apparenti sopravvissuti. Due dei prigionieri, Albert Pooley e William O'Callaghan, riuscirono a sfuggire al massacro, ma i restanti 97 furono frettolosamente sepolti lungo il muro del fienile.
Secondo gli storici Williamson Murray e Allan Millet:"Il comandante della compagnia, Hauptsturmführer Fritz Knochlein, ha schierato i prigionieri contro il muro del fienile e mitragliato il gruppo. Tutti i sopravvissuti sono stati colpiti con la baionetta e ancora fucilati. Le autorità militari tedesche non hanno presentato alcuna accusa contro Knochlein."
Nel 1942 i corpi furono riesumati dalle autorità francesi e seppelliti di nuovo in un cimitero locale, che alla fine divenne il Cimitero di guerra Le Paradis. Albert Pooley fu in seguito fatto prigioniero insieme a O'Callaghan, successivamente diede la caccia, come missione personale, a Knöchlein per farlo accusare dei crimini di guerra commessi. La sua storia fu confermata quando O'Callaghan fu liberato nel 1945.

## Processo ed esecuzione
Nell'agosto 1948, Knöchlein fu formalmente accusato di aver commesso un crimine di guerra, di cui si dichiarò non colpevole.
Il suo processo iniziò lunedì 11 ottobre 1948, a Rotherbaum e sia Albert Pooley che William O'Callaghan furono chiamati a testimoniare contro di lui. L'avvocato difensore di Knöchlein affermò che lo stesso Knöchlein non era stato presente il giorno della battaglia e che le forze britanniche durante la battaglia avevano usato proiettili a espansione illegali.
Dopo essere stato dichiarato colpevole, Knöchlein chiese clemenza, sostenendo che aveva una moglie e quattro figli che dipendevano da lui. Condannato all'impiccagione, fu giustiziato il 21 gennaio 1949.